# Фединський Всеволод Володимирович
Фединський Всеволод Володимирович (1 травня 1908 містечко Багачка, Миргородський повіт, Полтавська губернія, Російська імперія — 17 червня 1978, Москва, СРСР)— український радянський вчений астроном та геофізик. Доктор фізико-математичних наук (1948), професор (1956), член-кореспондент АН СРСР (1968). Лауреат Сталінської премії (1951).